# Sistema (estratigrafia)
Un sistema en les ciències naturals i en estratigrafia és una unitat composta idealitzada del registre geològic composta d'una successió de capes de roques (estrats) que es varen dipositar juntes durant un determinat lapse de temps geològic corresponent, i s'utilitzen a la vegada per datar coses per a un determinat període geològic El sistema és, doncs, una unitat del registre geològic o columna de roca, reconstruït utilitzant la llei de superposició i s'assigna al seu període corresponent associat temps continu cronoestratigràfic, una mètrica que la Comissió Internacional d'Estratigrafia ha determinat com datació sòlida per una escala de temps geològic. Un sistema és per tant una unitat de cronostratigrafía, sense relació amb la litoestratigrafia, que subdivideix capes de roca sobre la seva litologia. Els sistemes són subdivisions dels eratemes i estan dividits en sèries,  èpoques i estatges.
Un sistema és un terme que defineix una unitat de capes de roques formada en un interval de temps determinat; en teoria és equivalent al terme període que defineix l'interval de temps en ell mateix, però al contrari que el sistema d'unitats de temps, un sistema en moltes localitzacions pot ser interromput o incomplet amida que les forces geològiques alternadament aixequen o deprimeixen una regió, o paisatge i, per tant, exposen les característiques del terreny acumulant roques o meteoritzant o viceversa. Per això els dos termes es confonen en la bibliografia informal.

## Sistemes en l'escala de temps geològica
Els sistemes de l'eonotem fanerozoic es van definir durant el segle xix, començant pel Cretaci (pel geòleg belga Jean d'Omalius d'Halloy a la Conca de París) i el Carbonífer (per William Conybeare i William Phillips) el 1822. Els eratems Paleozoic i Mesozoic es van dividir en els actuals sistemes abans de la segona meitat del segle xix, excepte per la revisió menor del sistema Ordovicià afegida el 1879.
El Cenozoic serà dividit probablement en tres sistemes (Paleogen, Neogen i Quaternari) mentre els noms més antics (i actualment més coneguts) actualment són sèries (Paleocè, Eocè, Oligocè, Miocè i Pliocè) o abandonats (Terciari).
Un altre desenvolupament recent és la divisió oficial de l'eonotem Proterozoic en sistemes, la qual es va decidir el 2004.